# Trybunał (album)
Trybunał – siódmy solowy album studyjny białoruskiego muzyka Lawona Wolskiego, wydany 25 marca 2021 roku. Płyta została wydana z okazji białoruskiego Dnia Wolności i opowiada o sytuacji społeczno-politycznej w kraju po protestach w 2020 roku. Album odróżnia się od poprzednich wydawnictw Wolskiego cięższym, gitarowym stylem oraz mocniejszymi tekstami, bezpośrednio krytykującymi reżim Alaksandra Łukaszenki i osoby współpracujące z władzą.

## Lista utworów
| Nr  | Tytuł utworu          | Długość |
| --- | --------------------- | ------- |
| 1.  | „Kraina-kałhas”       | 2:47    |
| 2.  | „SSSSSSR”             | 2:32    |
| 3.  | „Nichto”              | 2:03    |
| 4.  | „Šrubki systemy”      | 1:53    |
| 5.  | „Varjat”              | 3:14    |
| 6.  | „Hiestapa”            | 2:49    |
| 7.  | „Biažy”               | 2:02    |
| 8.  | „Ciemra”              | 2:19    |
| 9.  | „Viečny ahoń”         | 2:34    |
| 10. | „Hieroi našaj ziamli” | 4:42    |
|     |                       | 26:55   |

## Twórcy
- Lawon Wolski – wokal, autor muzyki i tekstów